# Sébastien Le Prestre de Vauban

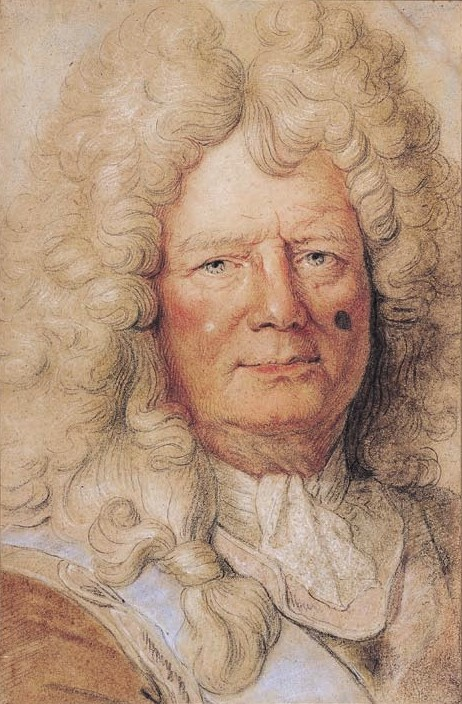
Sébastien Le Prestre de Vauban. Pastell in Dreikreidetechnik „aux trois crayons“ von Hyacinthe Rigaud, nach 1703.
Vaubans Unterschrift:

Sébastien Le Prestre, Seigneur de Vauban [voˈbɑ̃ː] (auch Marquis de Vauban; * 1. Mai, 4. Mai oder 15. Mai 1633 in Saint-Léger-de-Foucheret, heute Saint-Léger-Vauban, Département Yonne, Burgund; † 30. März 1707 in Paris) war ein französischer General, Festungsbaumeister Ludwigs XIV. und Marschall von Frankreich.

## Leben
Sébastien le Prestre stammte aus bescheidenem burgundischem Landadel. Sein Urgroßvater Emery le Prestre hatte das Dorf und die Herrschaft Vauban erworben (heute im Département Nièvre), nach der sich Sébastien le Prestre später Marquis de Vauban nannte. Die Le Prestres wirkten als Notare und waren in der Land- und Forstwirtschaft tätig.
Sébastien le Prestre wurde Anfang Mai 1633 in Saint-Léger-de-Foucheret bei Avallon geboren, das Taufdatum war der 15. Mai. Seine Eltern waren Urbain le Prestre (1602–1652) und Edmée (Aimée) Cormignolles (auch Carmignolles, 1610–1670). Urbain le Prestre führte auf seinen Ländereien im nördlichen Morvan das dort bis dahin unbekannte Veredeln von Obstbäumen durch Pfropfen ein.
Schon als Schüler im Kolleg der Karmeliter in Semur-en-Auxois zeigte Vauban eine große Begabung für Mathematik.

### Beginn der militärischen Laufbahn
Im Alter von knapp 18 Jahren trat er als Kadett in das Regiment des Prinzen Condé ein, der ein Vetter von Ludwig XIV. war und einer der führenden Köpfe der Fronde genannten Opposition des französischen Adels gegen die Krone. Hier machte Vauban erste Erfahrungen im Festungsbau. 1653 geriet er in Gefangenschaft. Kardinal Mazarin überzeugte den talentierten und vielversprechenden jungen Ingenieur-Soldaten zum Übertritt in die königliche Armee, in der er bis in die höchsten Positionen aufstieg.

### Karriere im Dienst von König Ludwig XIV.
Vauban wurde 1654 Assistent des Marschalls Louis Nicolas de Clerville (1610–1677), der ab 1658 der Vorgänger von Vauban als Oberaufseher über die Befestigungen war. Er wurde 1654 bei der Belagerung von Stenay verwundet und 1655 – gerade 22 Jahre alt – zum Ingénieur ordinaire du roi ernannt. 1656 wurde er nach Verteidigung der Festung Saint-Gillain bei Mons Capitaine und Kompaniechef unter Marschall De la Ferté und 1657 leitete erstmals selbst eine Belagerung (Montmédy). Die folgenden von ihm geleiteten Belagerungen von Gravelines (1658), Ypern und Oudenaarde trugen zum für Frankreich vorteilhaften Abschluss des Pyrenäenfriedens mit Spanien 1659 bei. In der folgenden Zeit war er mit diplomatischen Missionen beauftragt und auf Empfehlung von Colbert mit der Befestigung von Breisach am Rhein. In diesem Zusammenhang kam es zu Vorwürfen der Bereicherung und Unterschlagung, von denen er aber 1671 freigesprochen wurde. 1665 erhielt er eine eigene Kompanie im angesehenen Régiment de Picardie, ein Posten der damals vor allem auch einen hohen finanziellen Gegenwert hatte, sowohl durch jährliche Einkünfte als auch durch den möglichen Verkauf des Postens.
Im Devolutionskrieg ab 1667 belagerte Vauban erfolgreich Tournai, Douai und Lille, was 1668 zum für Frankreich vorteilhaften Abschluss des Friedens von Aachen führte. Vauban wurde mit dem Ausbau von Lille als Festung beauftragt und löste dank der Protektion von Louvois den Marschall de Clerville faktisch als Oberaufseher über die Befestigungen ab (obwohl dieser den Titel offiziell noch bis 1677 hatte). Die Festung von Lille wurde Vaubans erstes großes eigenes Festungsprojekt und gilt als sein erstes Meisterwerk. Er wählte einen geometrischen Aufbau in Form eines regelmäßigen Fünfecks, und die Arbeiten erfolgten 1667 bis 1671. Vauban wurde Gouverneur von Lille. Ab 1668 wurde der Hafen Dünkirchen zu einem wichtigen Kriegshafen ausgebaut. Dazu wurde in mehrjähriger Arbeit bei Ebbe ein befestigter Kanal durch die vorgelagerten Sandbänke gebaut.
1669 erfand Vauban das Tüllen- oder Dillenbajonett, das im aufgepflanzten Zustand das Abfeuern von Musketenkugeln ermöglichte. Es fand ab 1689 Eingang in die französische Armee.

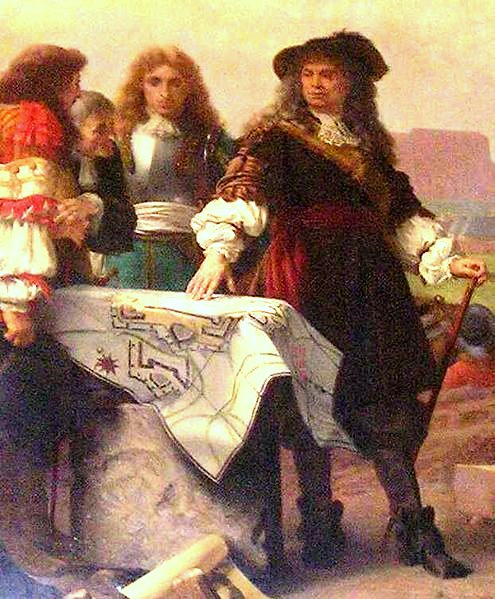
Vauban (rechts) als Baumeister in Belfort. Gemälde aus dem 18. Jahrhundert im Ehrensaal des Rathauses von Belfort.

Im Holländischen Krieg (1672 bis 1678) setzte er bei der Belagerung von Maastricht im Jahr 1673 erstmals die Technik der Parallelen ein, die er vom Vorgehen der Türken bei der Belagerung von Candia (1669) auf Kreta übernahm. Maastricht fiel nach 13 Tagen. 1676 wurde Vauban zum Maréchal de camp und 1678 offiziell zum Generalkommissar aller französischen Festungen (Commissaire général des fortifications). Im selben Jahr endete der Krieg mit dem Frieden von Nijmegen. Vauban war nun stark in die Befestigung Frankreichs an allen Landesgrenzen eingespannt. 1684 leitete er die Belagerung der Festung Luxemburg, und danach war er auch noch mit dem umfangreichen Projekt einer neuen Wasserversorgung für Schloss Versailles beauftragt, wofür gegen seinen Rat das 80 km lange Aquädukt von Maintenon angefangen wurde, das aber aus finanziellen Gründen und Belastungen durch neu ausbrechende Kriege nie fertig wurde. Weitere Projekte waren die ersten Leuchttürme Frankreichs 1683 bis 1700 in der Bretagne wie der Phare du Cap Fréhel und der Phare du Stiff sowie umfangreiche Kanalprojekte. 1688 wurde er Generalleutnant. 1699 wurde er Ehrenmitglied der Académie royale des sciences.
Während des Pfälzischen Erbfolgekrieges leitete er unter anderem die Belagerungen von Mons und Namur. Den höchstmöglichen Rang in der königlichen Armee erreichte Vauban nach Beginn des Spanischen Erbfolgekrieges, als er nach der Rückeroberung von Breisach – der letzten Belagerung, an der der 70-Jährige aktiv teilnahm – 1703 zum Maréchal de France erhoben wurde. Das war in erster Linie eine Anerkennung seiner Verdienste und wurde von Vauban, der lange darauf gehofft hatte, auch so gesehen. Vauban litt zunehmend unter Krankheiten, besonders einer starken Bronchitis, die ihn schon lange plagte und 1690 ein ganzes Jahr lang zwang, eine Auszeit auf seinem Schloss zu nehmen. 1705 folgte die Aufnahme als Ritter in den exklusiven königlichen Ordre du Saint-Esprit. 1705/06 bot er an, bei der Belagerung von Turin zu helfen, was man aber ausschlug. 1706 zog er auf Wunsch des Königs noch einmal ins Feld nach Nordfrankreich und Belgien, um den Zusammenbruch der Front nach der Niederlage von Ramiliès aufzuhalten.
Vauban publizierte zu Beginn des Jahres 1707 anonym die Schrift Projet d’une dîme royale (Projekt eines königlichen Zehnten), in welcher er eine Reform der Steuern vorschlug, welche besonders die Landbevölkerung drückten, und verteilte sie an zahlreiche Freunde und politisch interessierte Bekannte. Vauban trug das Projekt an drei Abenden dem König vor, der es aber nicht weiterverfolgte, und es wurde auch durch die Minister abgelehnt, da es mit seiner gleichmäßigen Besteuerung aller Abgaben in Höhe eines Zehntels auch den bis dahin weitgehend steuerfreien Adel belastete. Die Schrift wurde gleich nach Erscheinen verboten. Durch die Veröffentlichung fiel Vauban am Ende seines Lebens beim König und dessen Ministern zunehmend in Ungnade.

### Privatleben

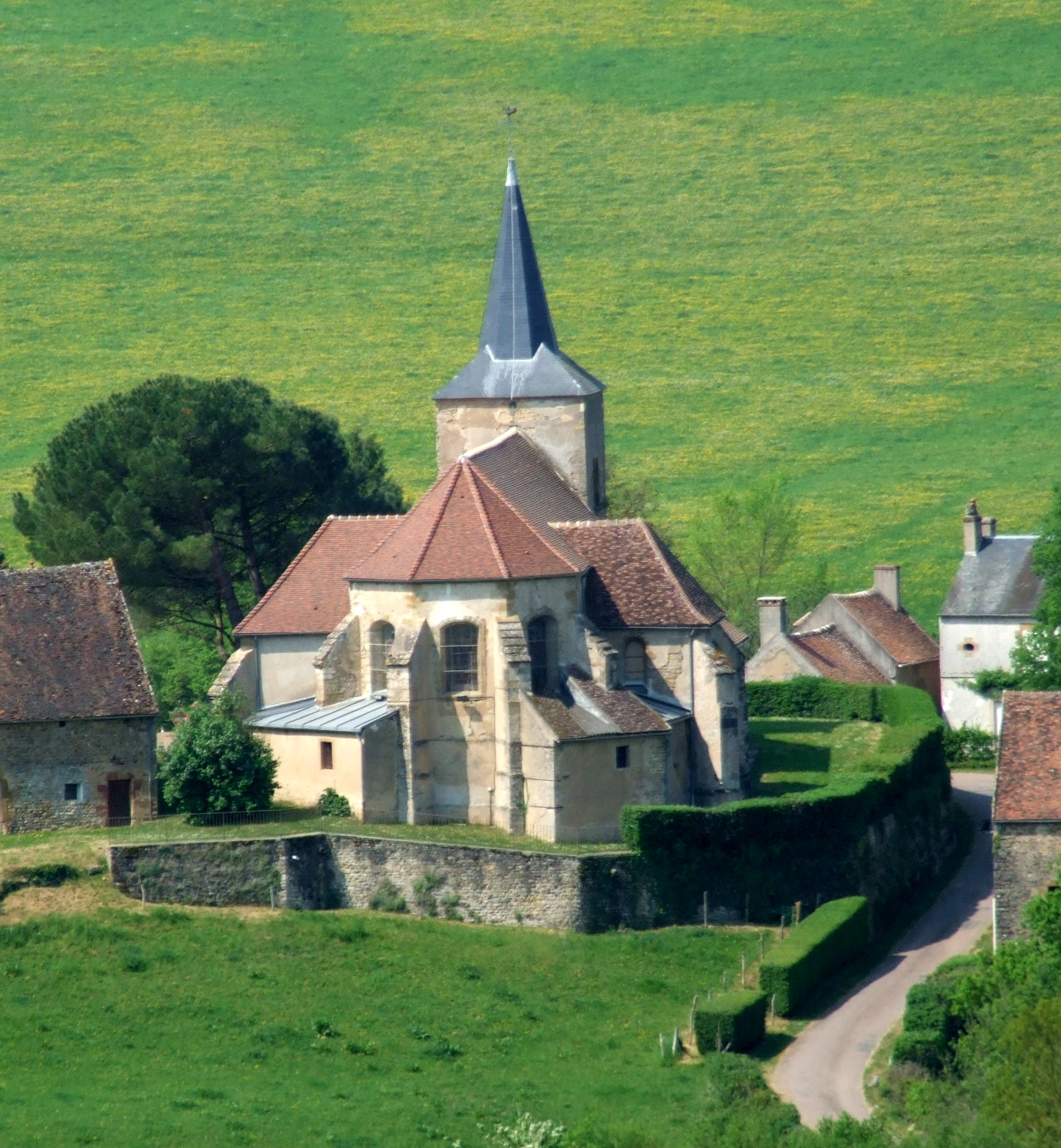
Kirche Saint-Hilaire in Bazoches (Nièvre)

Vauban heiratete am 25. März 1660 seine Cousine Jeanne d’Aunay (1638–1705), die Tochter des Baron d’Epiry. Das Paar hatte drei Kinder: zwei Töchter.
1. Charlotte Le Prestre (1661–1709) und
2. Jeanne Françoise Le Prestre (1678–1713), und
3. einen Sohn, der schon bald nach der Geburt 1682 verstarb.

Vauban war die meiste Zeit des Jahres im Dienst des Königs in ganz Frankreich und den angrenzenden Gebieten unterwegs, wobei er in einem Jahr 5000 km und mehr mit der Kutsche zurücklegte. 1675 erwarb Vauban die Herrschaft Bazoches mit Dorf und Schloss unweit von Vézelay. Es wurde von ihm zum Landsitz für seine Familie, aber auch zum technischen Hauptquartier mit einem eigens angefügten Atelierflügel ausgebaut.

### Lebensende und Beisetzung
Am 30. März 1707 starb er in seinem Pariser Stadtpalais an einer Lungenentzündung und wurde am 16. April in der von ihm selbst als Familiengrablege an die Pfarrkirche Saint-Hilaire von Bazoches angefügten Sebastianskapelle begraben. Sein Herz wurde getrennt bestattet und ebenfalls in dieser Kirche beigesetzt.
1793 brachen Revolutionäre die Gruft auf und raubten die Bleisärge, um daraus Kugeln zu gießen. Bei Bauarbeiten in der Kirche fand man 1804 die separat bestattete Bleiurne mit Vaubans Herz. Sie wurde auf Veranlassung Napoleons I. nach Paris gebracht. Am 28. Mai 1808 wurde die Urne feierlich in den Invalidendom überführt. Das eigens geschaffene mächtige Grabdenkmal Vaubans in der östlichen Seitenkapelle bildet seither das Pendant zu einem Monument für Turenne in der gegenüberliegenden Kapelle, das schon 1800 auf Befehl Napoleons aufgestellt worden war.

## Wirkung

### Bauwerke
In seinen 56 Dienstjahren hat Vauban, schon zu Lebzeiten mit dem Ehrentitel Ingénieur de France belegt, 33 neue Festungen geplant, für 160 Plätze über 400 Projekte geliefert und unzählige bestehende Festungsanlagen modernisiert. Er ist der eigentliche Schöpfer der enceinte de fer, des eisernen Gürtels, und des Pré carré, mit dem Frankreich unter Ludwig XIV. seine Außengrenzen sicherte. Als sein Hauptwerk gilt die Festungsstadt Neuf-Brisach/Neu-Breisach (siehe auch Stadtbaugeschichte, Abschnitt Festungsstädte).

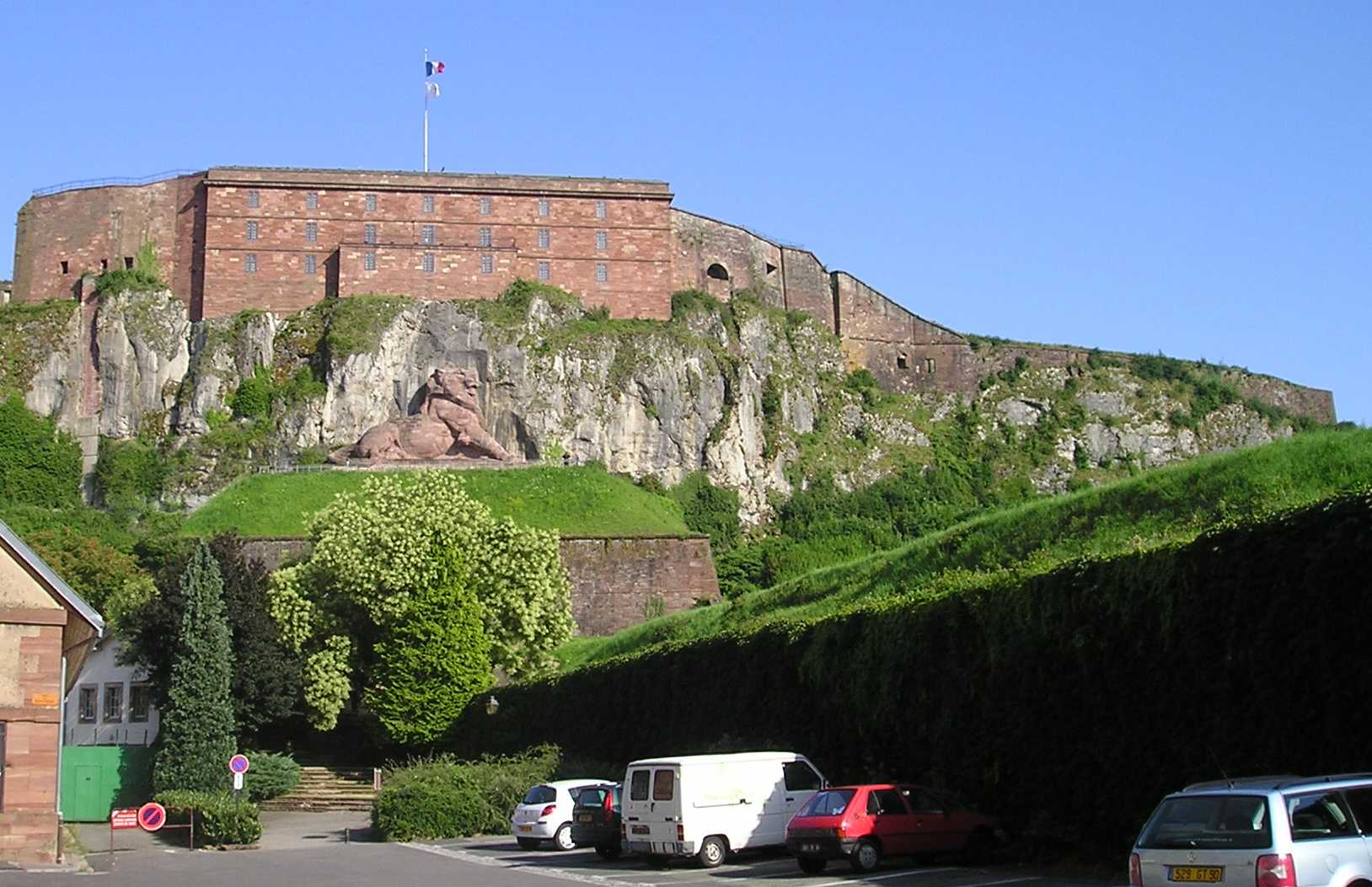
Belfort: 1687–1689 durch Vauban erbaute Zitadelle (Teilansicht)

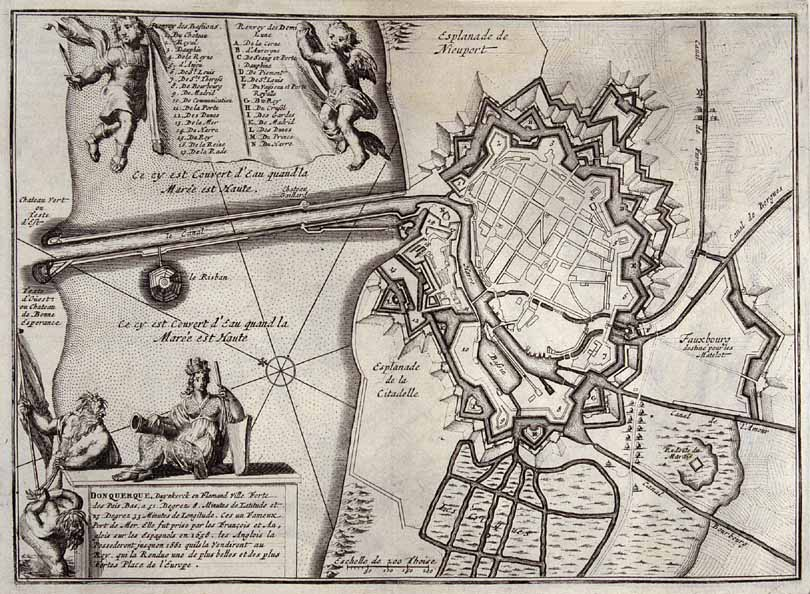
Dünkirchen, ab 1662 durch Vauban zur Festung ausgebaut

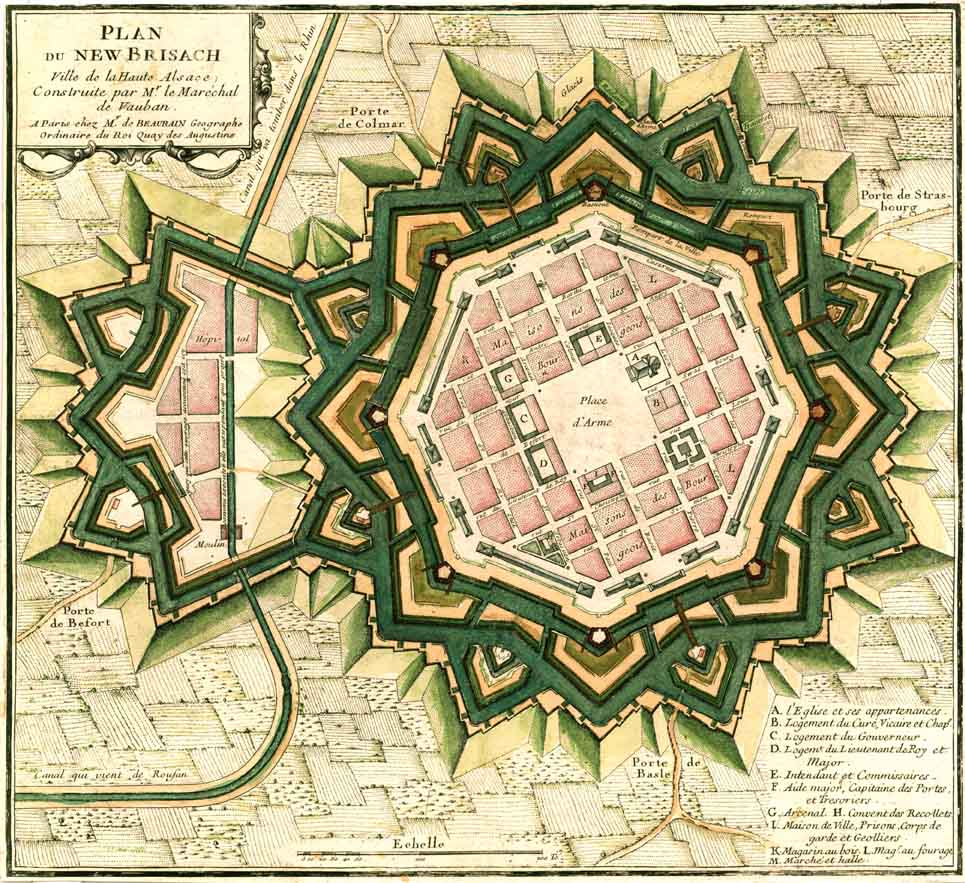
Die – ohne die hier gezeigte Zitadelle – als komplette Neuplanung entstandene Festungsstadt Neuf-Brisach, errichtet als Ersatz für die 1697/99 ans Reich zurückgegebenen Festungen Breisach und Freiburg, gilt als eines der Hauptwerke Vaubans.

Insgesamt war Vauban am Bau beziehungsweise Um- oder Ausbau von 160 Festungsanlagen beteiligt. Hier ist nur eine kleine Auswahl wiedergegeben:
- Zitadelle von Arras (Artois, Region Hauts-de-France)
- Fort National bei Saint-Malo (Bretagne)
- Bayonne (Aquitanien)
- Zitadelle von Blaye (Aquitanien)
- Zitadelle Belfort (Territoire de Belfort)
- Besançon (Franche-Comté)
- Zitadelle von Bitsch (Lothringen)
- Breisach (Deutschland, Baden-Württemberg)
- Colmars (Alpes-de-Haute-Provence)
- Cussac-Fort-Médoc (Vauban-Turm)
- Condé-sur-l’Escaut (Hennegau, Region Hauts-de-France)
- Dünkirchen (Französisch-Flandern, Region Hauts-de-France)
- Entrevaux (Alpes-de-Haute-Provence)
- Freiburg im Breisgau (Deutschland, Baden-Württemberg)
- Fort Fleur d’épée auf Guadeloupe
- Haguenau (Hagenau, Elsass)
- Homburg (Saarland)
- Festung Hüningen (Huningue, Elsass)
- Fort de Bellegarde (Le Perthus, Languedoc-Roussillon)
- Fort Lagarde (Prats-de-Mollo-la-Preste, Languedoc-Roussillon)
- Fort Libéria in Villefranche-de-Conflent
- Festung Landau (Rheinland-Pfalz)
- Lichtenberg (Elsass)
- Zitadelle von Lille („Königin der Zitadellen“; Französisch-Flandern, Region Hauts-de-France)
- Fort Libéria, Villefranche-de-Conflent (Languedoc-Roussillon)
- Longwy (Lothringen)
- Fort-Louis (Ludwigsfeste, Elsass)
- Fort Mahon in Ambleteuse
- Fort und Turm Vauban der Festung Luxemburg (Hauptstadt des heutigen Großherzogtums Luxemburg)
- Maubeuge (Hennegau, Region Hauts-de-France)
- Metz (Lothringen)
- Montmédy (Lothringen)
- Mont-Dauphin
- Mont-Louis
- Festung Mont Royal (bei Traben-Trarbach/Mosel)
- Neuf-Brisach (Neubreisach, Elsass)
- Palast der Könige von Mallorca (Umbau und Verstärkung der Festung) (Perpignan, Nordkatalonien)
- La Petite-Pierre (Lützelstein, Elsass)
- Phalsbourg (Pfalzburg, Lothringen)
- Festung Philippsburg (Baden-Württemberg)
- Marinehafen Rochefort (Charente-Maritime, Atlantik-Küste)
- Saarlouis (Saarland)
- Saint-Martin-de-Ré (Île de Ré, Atlantik-Küste)
- Saint-Vaast-la-Hougue („Tour Vauban“ auf der vorgelagerten Insel Tatihou)
- Sélestat (Schlettstadt, Elsass)
- Strasbourg (Straßburg, Elsass)
- Toul (Lothringen)
- Verdun (Lothringen)

Zwölf der Festungsanlagen wurden 2008 unter dem Namen Festungsanlagen von Vauban in die UNESCO-Liste des Weltkulturerbe aufgenommen.
Ein Schüler des Festungsbaumeisters Vauban war Dominicus Pelli.
Zu weiteren Bauwerken zählen die Étangs de Hollande.

### Feldherrenkunst

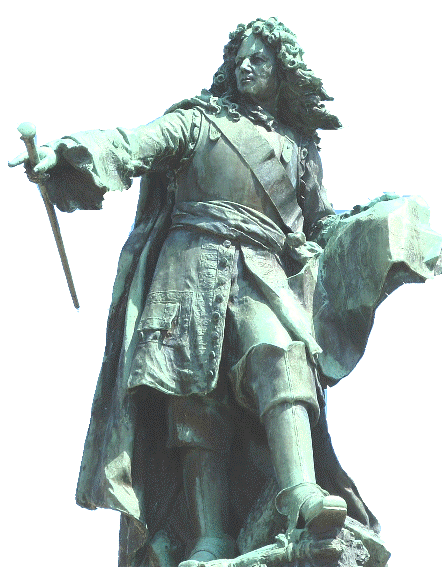
Vauban-Denkmal in Saint-Léger-Vauban

Vauban gilt zu Recht als der bedeutendste Militärarchitekt der Barockzeit. Dem gegenüber wird oft vernachlässigt, dass er einen ebenso großen Beitrag zur Belagerungskunst geleistet hat. Als Soldat und Feldherr nahm er an über 50 Belagerungen und 140 Gefechten teil und wurde mehrfach verwundet, so 1667 bei der Belagerung von Douai, was eine auf Porträts sichtbare Narbe im Gesicht hinterließ. Demgegenüber war er nur ein einziges Mal selbst belagert – für eine Woche im Jahr 1677 in Oudenaarde.
Das französische Pionierkorps wurde von ihm neu organisiert. Er wurde damit zu einem der geistigen Väter des europäischen Pionierwesens im 18. Jahrhundert und trug wesentlich dazu bei, das seit dem 16. Jahrhundert andauernde Übergewicht der Verteidigung im Festungskrieg zu relativieren.
Vauban wandte sich gegen wahllose Beschießung von Städten mit dem Ziel, sie zur Aufgabe zu zwingen. Er legte auch viel Wert darauf, so geringe Verluste wie möglich unter den eigenen Soldaten zu erleiden. Bei der Belagerung von Maastricht führte er 1673 das Angriffssystem der Parallelen ein, bei dem man sich systematisch durch Parallelgräben an die Festungsmauern vorarbeitete, was die eigenen Verluste gering hielt.
Er erfand den Rikoschettschuss, bei dem man die Kanonenkugel vom Boden abprallen ließ, so dass mehrere Ziele getroffen wurden. 1688 setzte er ihn erstmals bei Belagerung von Philippsburg ein.

### Wissenschaftliches Werk
Im Sinne des mechanistischen Weltbildes seiner Zeit erfasste er die Befestigungs- und Belagerungskunst als mathematische Wissenschaft, in dem jeder einzelne „Akt“ einer Belagerung im Detail zu berechnen war. Neben dem eigentlichen Festungsbau befasste sich Vauban mit Fragen der Stadtplanung, der Landwirtschaft, des Ackerbaus und der Viehzucht, des Wasser- und Verkehrswegebaus mit Schleusen, Kanälen und Aquädukten, darüber hinaus auch mit Statistik, Ökonomie, Steuerwesen und Finanzpolitik, Religion und Philosophie.
Sein besonderes Interesse galt der Verbesserung der Lebensbedingungen für die ärmeren Schichten des Volkes. Ausdrücklich warnte er vor den ökonomischen Folgen der Verfolgung und Vertreibung der Hugenotten nach der Aufhebung des Ediktes von Nantes und veröffentlichte dazu 1689 eine Denkschrift, in dem er die Rücknahme der Aufhebung befürwortete, obwohl er damit ein hohes Risiko einging.
Seit 1699 war Vauban Ehrenmitglied der französischen Akademie der Wissenschaften.

### Literarisches Werk
Vauban veröffentlichte wenige seiner Schriften selbst, legte aber in zahlreichen handschriftlichen Mémoires und Traktaten die Grundlage der unter seinem Namen gedruckten Publikationen. Dazu gehören die 12 Bände seiner als Mes Oisivetés („Meine Müßiggängereien“) zusammengefassten Gedanken (ein Teil der Oisivetés wurde 1843–1846 in 4 Bänden publiziert).
Neben der umfangreichen Korrespondenz mit den ihm vorgesetzten Ministern Louvois und Colbert pflegte er eine ausgedehnte Korrespondenz mit zahlreichen führenden Geistesgrößen seiner Epoche, darunter Literaten wie Racine oder Fénelon.
Veröffentlichungen zu Lebzeiten
- Mémoire pour servir d’instruction dans la conduite des sièges, Leiden 1740 (ursprünglich vielleicht bis auf das Jahr 1667 zurückgehend)
- Traité de l’attaque et de la defense des places, Den Haag 1737, Nachdruck in 2 Bänden 1742 (der Traité wurde von Vauban 1706 für den Duc de Bourgoyne geschrieben)
  - weitere Ausgaben Vauban Oeuvres contenant la Traité de l´attaque des places et la Traité de la defense des places, 2 Bände, Paris: Barrois et Joubert 1769 (durch Latour-Foissac) und 1829 (durch Lieutenant Colonel Augoyat)
  - Le triomphe de la méthode. Le traité de l’attaque des places de Monsieur de Vauban ingénieur du roi. Présenté par Nicolas Faucherre et Philippe Prost. Paris: Gallimard 1992 (= Découvertes Gallimard albums). ISBN 2-07-053227-5
  - Archive
  - wikisource

- Oisivetés, Herausgeber Augoyat, 4 Bände 1842–1845 (nicht vollständig, eine vollständige Ausgabe unter Leitung von Michèle Virol ist in Vorbereitung)
- Albert de Rochas d´Aiglun (Herausgeber): Vauban, sa famille et ses écrits, ses oisivetés et sa correspondence, 2 Bände, Paris, Grenoble 1910 (die wichtigsten Schriften der Oisivetés in Band 1 sowie Biographisches, in Band 2 Korrespondenz mit Louvois und anderen)
- Augoyat (Hrsg.): Abrége des services du maréchal de Vauban, fait par lui en 1703, 1839
- Das Projet d’une dixime royale (1707); Nachdrucke 1708 in Brüssel, 1843 in Paris (in Eugène Daire: Economistes français du dix-huitième siècle)
  - Projet d’une dixme royale (1707), Digitalisat in Gallica, dem Digitalisierungsprojekt der französischen Nationalbibliothek, online abrufbar im Format PDF.

Vaubans 1707 anonym publizierte Schrift Projet d’une dixme royale wurde zeitweise auch seinem Vetter Bois-Guillebert zugeschrieben. An der Schrift arbeitete er mit seinem Privatsekretär Vincent Ragot de Beaumont. Der Autor schlug vor, die bestehenden königlichen Steuern durch eine einzige Steuer, die dîme royale (königlicher Zehnten), zu ersetzen, die auf das Einkommen aller Einwohner des Königreichs in Höhe von 5 bis 10 %, je nach Höhe des Einkommens, anfallen sollte. Das revolutionäre war, dass auch der Adel und der Klerus herangezogen werden sollten. Sie wurde gleich nach Erscheinen verboten und alle Exemplare, deren man habhaft werden konnte, wurden vernichtet. An Vauban selbst kam die Polizei aufgrund seiner hohen Stellung nicht heran, seine Urheberschaft war aber allgemein bekannt.
Postume Veröffentlichungen
Nach Vaubans Tod erschienen unter Benutzung seiner Handschriften:
- Traité de l’attaque et défense des places (1737, 2 Bände; neue Ausgabe 1829), deutsch als Der Angriff und die Vertheidigung der Festungen (hg. von Major de Humbert, 2 Bände, Berlin 1744)
- Traité des mines (1737)
- Traité des sièges (1747, neue Ausgabe 1829)
- Œuvres militaires (hrsg. von Foissac, 1793, 3 Bände)
- Mémoires militaires (hrsg. von Fave, 1847)
- Mémoires inédits du maréchal V. sur Landau, Luxembourg etc. (hrsg. von Antoine-Marie Augoyat, 1841)

Bei einigen der Vauban zugeschriebenen Werke (z. B. Directeur générale des fortifications, Den Haag 1785) ist die Urheberschaft zweifelhaft. Es ist nicht klar, ob Vauban jemals ein Lehrbuch über Befestigungen geschrieben hat.

## Nachwirkung

### Gedenkstätten und Museen

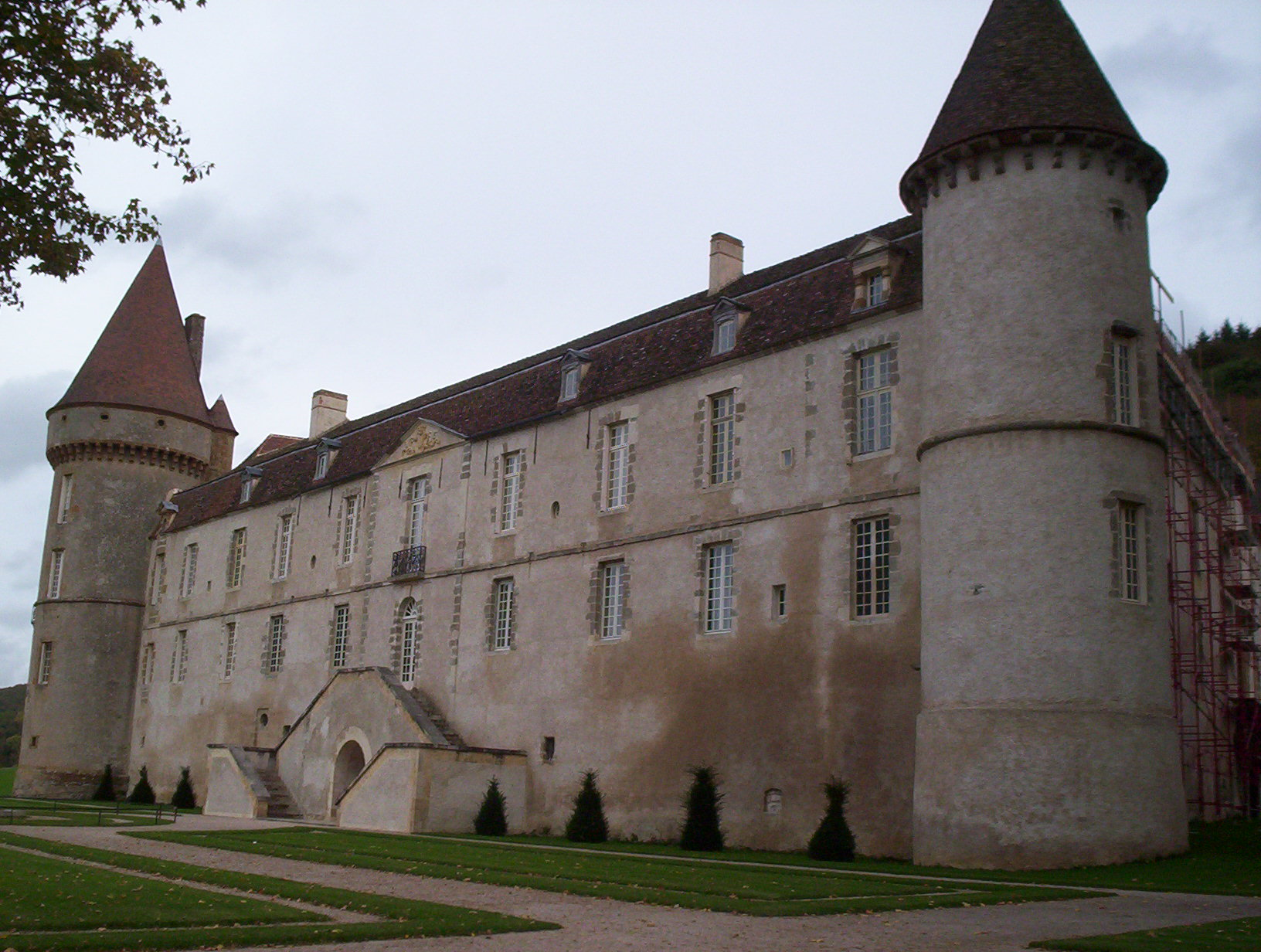
Château de Bazoches (Nièvre)

Vaubans Geburtshaus befindet sich im Zentrum der Ortschaft Saint-Léger-Vauban. Der Ort liegt unweit des Städtchens Avallon im Département Yonne. In dem Fachwerkgebäude mit Innenhof und Renaissance-Brunnen kann man sich einen Überblick über Leben und Werk des Festungsbaumeisters verschaffen. Modelle zeigen einige der 300 Festungsbauten, die Vauban plante und ausführte, außerdem informieren Originaldokumente und persönliche Gegenstände über den Architekten.
Vaubans Schloss Bazoches (Département Nièvre, zehn Kilometer südlich von Vézelay) befindet sich im Besitz eines Nachfahren und kann besichtigt werden. Unter anderem kann man dort zahlreiche zeitgenössisch eingerichtete Wohnräume, sein Arbeitszimmer, seine Rüstung und ein Modell von Neuf-Brisach sehen.
In Neuf-Brisach ist im Belfort-Tor (Porte de Belfort) der Stadtbefestigung ein kleines Vauban-Museum (Musée Vauban) untergebracht, dessen Fokus hauptsächlich auf der Festung Neubreisach und dem UNESCO-Welterbe liegt.
Modelle zahlreicher von Vauban befestigten Städte befinden sich im Musée des plans-reliefs im Hôtel des Invalides in Paris. Die Sammlung geht auf die Zeit Ludwigs XIV. zurück, wurde nach 1668 auf Veranlassung seines Kriegsministers Louvois angelegt und seit 1700 im Louvre präsentiert. 1987 wurden 16 Modelle von Städten an der französischen Nordgrenze ins Palais des Beaux-Arts de Lille übertragen.
Nach dem Deutsch-Französischen Krieg 1871 waren 19 Modelle ins Zeughaus nach Berlin gebracht worden. Zu Beginn des 20. Jahrhunderts gab Kaiser Wilhelm II. fünf Modelle an Städte im Reichsland Elsass-Lothringen, darunter das eindrucksvolle Modell der Zitadelle Straßburg, das im dortigen historischen Museum ausgestellt ist. Die übrigen Berliner Modelle wurden 1945 bis auf dasjenige der Zitadelle von Lille zerstört.

### Denkmäler
Für seine Verdienste als Festungsbaumeister und Feldherr wurden Vauban in Frankreich zahlreiche Denkmäler gesetzt.
- Das früheste öffentlich platzierte Monument ist eine Marmorskulptur von Charles-Antoine Bridan im Schloss von Versailles. Sie wurde 1785 im Auftrag Ludwigs XVI. geschaffen und ist Teil der Serie Grands hommes de la France (Große Männer Frankreichs).
- Frédéric Auguste Bartholdi entwarf das 1873 in Avallon enthüllte Denkmal.
- 1900 stellte man einen Abguss der berühmten Porträtbüste von Antoine Coysevox bei der Kirche Saint-Hilaire in Bazoches auf.
- 1905 wurde eine Bronzestatue von Antoine Guillot in Saint-Léger-Vauban gegenüber dem Vauban-Museum errichtet.
- Eine Statue des Marschalls, geschaffen von Henri Bouchard, steht seit 1959 am Hôtel des Invalides in Paris.

### Weltkulturerbe

Lagekarte der „12 Vauban-Festungen“ (UNESCO)

Im Jahr 2007 fanden unter dem Motto Vauban-Jahr 2007 in vielen Städten Frankreichs und Deutschlands Feierlichkeiten und Ausstellungen anlässlich des 300. Todestages Vaubans statt. Zwölf mit Vauban verbundene Plätze in Frankreich (Arras, Bazoches, Besançon, Blaye/Cussac-Fort-Médoc, Briançon, Camaret-sur-Mer, Longwy, Mont-Dauphin, Mont-Louis, Neuf-Brisach, Saint-Martin-de-Ré, Saint-Vaast-la-Hougue und Villefranche-de-Conflent), dazu die deutsche Stadt Breisach am Rhein haben bei der UNESCO den gemeinsamen Antrag auf Aufnahme ins Weltkulturerbe gestellt. Am 7. Juli 2008 gab das Weltkulturerbekommitée dem Antrag statt.

### Vauban als Namensgeber
Vaubans Geburtsort Saint-Léger-le-Foucheret erhielt 1867 per Dekret Napoleons III. zu Ehren des Marschalls den Namen Saint-Léger-Vauban.
In Deutschland trug neben anderen auch die nach 1945 von den französischen Besatzungstruppen übernommene ehemalige Wehrmachtskaserne (Schlageter-Kaserne) in Freiburg im Breisgau Vaubans Namen. Nach dem Abzug der Franzosen 1992 wurde die Kaserne teilweise abgerissen. Ab dem Jahr 2000 entstand an ihrer Stelle das stark ökologisch ausgerichtete Stadtviertel Vauban.
In Landau in der Pfalz wurden die ehemaligen französischen Kasernen „Quartier Mangin“ ab 2008 in ein Wohngebiet umgewandelt unter dem Namen „Quartier Vauban“.
Der Europarat hat 1995 einem Kulturweg durch Luxemburg und Frankreich den Namen „Die Rundwege von Wenzel und Vauban“ gegeben.

## Filme
- Vauban – Baumeister und Feldherr. Dokudrama, Frankreich, Luxemburg, 2011, 85 Min., Buch und Regie: Pascal Cuissot, Produktion: arte France, Le Miroir, Mélusine, deutsche Erstsendung: 10. März 2012 bei arte, Film-Informationen von arte.
- Festungen für den Sonnenkönig – Das Vermächtnis des Marquis de Vauban. 44 Min., 12. 2020, ein Film von Alexandra Ranz und Emmanuel Amara; Interscoop 2019, Synchronfassung des ZDF 2019. Video in Deutschland verfügbar bis 9. 2025.
- Megafestungen – Geniale Bauwerke. Dokumentation, Frankreich, 2022 (deutsche Fassung), 42 Minuten (gekürzt, drei Blöcke), Auftraggeber: RTL Group; Original: Vauban: Mégastructures de génie (F, 2021), 52 Minuten, Buch und Regie: Aurélie Saillard, Produktion: RMC Production/RMC Films, Erstausstrahlung: RMC Découverte; englischsprachig: Military Strongholds - Megastructures of Genius. (ungekürzt). Information, 3 Blöcke, Streaming.